# Myriocarpa trifurca
Myriocarpa trifurca är en nässelväxtart som beskrevs av A.K.Monro. Myriocarpa trifurca ingår i släktet Myriocarpa och familjen nässelväxter. Inga underarter finns listade i Catalogue of Life.